# SN 2008fq
SN 2008fq – supernowa typu II odkryta 15 września 2008 roku w galaktyce NGC 6907. W momencie odkrycia miała maksymalną jasność 15,40m.